# Jane Colman Turell
Jane Colman Turell (ur. 1708, zm. 1735) – amerykańska poetka kolonialna. Była córką dr. Benjamina Colmana, duchownego i pisarza. Zachęcana przez ojca, pisała od jedenastego roku życia. W 1726 wyszła za mąż za wielebnego Ebenezera Turella z Medford w stanie Massachusetts. Miała czworo dzieci, ale wszystkie wcześnie zmarły. Najstarsze dożyło sześciu lat. Zmarła w wieku 27 lat. Jej wiersze i inne pisma mąż zebrał w tomie Reliquiate Turellae et Lachrymae Paternal (1835), wznowionym pod tytułem Memoirs of the Life and Death of the Pious and Ingenious Mrs. Jane Turell w 1741.